# Крещёно-Пакшинское сельское поселение
Крещёно-Пакшинское сельское поселение — упразднённое сельское поселение в Мамадышском районе Татарстана.
Административный центр — посёлок фермы № 2 совхоза «Мамадышский».
В состав поселения входят 3 населённых пункта.

## Административное деление
- пос. Фермы №2 совхоза «Мамадышский»
- с. Крещёный Пакшин
- пос. Русский Пакшин